# Suicide Blonde
«Suicide Blonde» es el vigésimo quinto disco sencillo del grupo australiano de rock INXS, el primero desprendido de su séptimo álbum de estudio X, y fue publicado en agosto de 1990. La canción fue escrita por Andrew Farriss y Michael Hutchence.
Alcanzó el número dos en Australia, el número nueve en el Billboard Hot 100 de los Estados Unidos y el número 11 en el UK Singles Chart de Reino Unido. En Canadá y Nueva Zelanda, el sencillo alcanzó el número uno durante dos y tres semanas respectivamente. En Estados Unidos fue número uno en las listas Album Rock Tracks y Modern Rock Tracks.
Fue el primer sencillo de INXS en lograr la certificación de disco de oro en Estados Unidos y en Australia lo lograron por quinta vez. 
La canción trata sobre una mujer que decide teñirse el pelo tras un desengaño amoroso. Kylie Minogue, por aquel entonces novia de Hutchence, tuvo que teñirse el pelo de rubia platino por exigencias del guion de la película The Delinquents, y parece que esta circunstancia pudo inspirar el tema. En una entrevista de 1989, Hutchence comentó que Minogue le dijo "I'm going suicide blonde today."
La grabación de "Suicide Blonde" mostra algunas influencias nuevas, mezcladas con características propias de temas anteriores de INXS. La batería de Jon Farriss muestra influencia de la música dance, especialmente del acid house, muy popular en el Reino Unido en 1989. Se utilizó la armónica de blues, interpretada por el veterano Charlie Musselwhite. El principal riff de la canción es una simple reelaboración del riff funk que la banda utilizó en el sencillo de 1984 "Original Sin", producido por Nile Rodgers. Es un ritmo muy característico de las producciones de Rodgers desde los años setenta hasta mediados de la década de 1980, y se puede encontrar en temas como "Notorious", de Duran Duran.

## Formatos
Formatos del sencillo.
En disco de vinilo de 7"
7 pulgadas. 1990 WEA 903172348-7 . 1990 Atlantic Records 7-87860 . 1990 Mercury Records 878 086-7  /  / 
| Lado A |                  |                                    |          |  |
| N.º    | Título           | Escritor(es)                       | Duración |  |
| 1.     | «Suicide Blonde» | Andrew Farriss y Michael Hutchence | 3:55     |  |

| Lado B |                             |                                    |          |  |
| N.º    | Título                      | Escritor(es)                       | Duración |  |
| 1.     | «Everybody Wants U Tonight» | Andrew Farriss y Michael Hutchence | 5:08     |  |

En disco de vinilo de 12"
12 pulgadas. 1990 WEA 903172421-0 
| Lado A |                                  |                                    |          |  |
| N.º    | Título                           | Escritor(es)                       | Duración |  |
| 1.     | «Suicide Blonde» (Milk Mix)      | Andrew Farriss y Michael Hutchence | 5:41     |  |
| 2.     | «Suicide Blonde» (7" Single Mix) | Andrew Farriss y Michael Hutchence | 3:55     |  |

| Lado B |                                    |                                    |          |  |
| N.º    | Título                             | Escritor(es)                       | Duración |  |
| 1.     | «Suicide Blonde» (Devastation Mix) | Andrew Farriss y Michael Hutchence | 6:19     |  |
| 2.     | «Everybody Wants U Tonight»        | Andrew Farriss y Michael Hutchence | 5:08     |  |

12 pulgadas. 1990 Mercury Records 878 087-1  /  / 
| Lado A |                             |                                    |          |  |
| N.º    | Título                      | Escritor(es)                       | Duración |  |
| 1.     | «Suicide Blonde» (Milk Mix) | Andrew Farriss y Michael Hutchence | 5:41     |  |

| Lado B |                                    |                                    |          |  |
| N.º    | Título                             | Escritor(es)                       | Duración |  |
| 1.     | «Suicide Blonde» (Devastation Mix) | Andrew Farriss y Michael Hutchence | 6:19     |  |
| 2.     | «Everybody Wants U Tonight»        | Andrew Farriss y Michael Hutchence | 5:08     |  |

12 pulgadas. 1990 Mercury Records 878 341-1 
| Lado A |                              |                                    |          |  |
| N.º    | Título                       | Escritor(es)                       | Duración |  |
| 1.     | «Suicide Blonde» (Earth Mix) | Andrew Farriss y Michael Hutchence | 5:39     |  |

| Lado B |                                   |                                    |          |  |
| N.º    | Título                            | Escritor(es)                       | Duración |  |
| 1.     | «Suicide Blonde» (Demolition Mix) | Andrew Farriss y Michael Hutchence | 6:53     |  |
| 2.     | «Suicide Blonde» (7" Single Mix)  | Andrew Farriss y Michael Hutchence | 3:55     |  |

12 pulgadas. 1990 Atlantic Records 0-86139  78 61390 
| Lado A |                                  |                                    |          |  |
| N.º    | Título                           | Escritor(es)                       | Duración |  |
| 1.     | «Suicide Blonde» (7" Single Mix) | Andrew Farriss y Michael Hutchence | 3:55     |  |
| 2.     | «Suicide Blonde» (Earth Mix)     | Andrew Farriss y Michael Hutchence | 5:39     |  |

| Lado B |                                    |                                    |          |  |
| N.º    | Título                             | Escritor(es)                       | Duración |  |
| 1.     | «Suicide Blonde» (Devastation Mix) | Andrew Farriss y Michael Hutchence | 6:19     |  |
| 2.     | «Everybody Wants U Tonight»        | Andrew Farriss y Michael Hutchence | 5:08     |  |

En Casete
| Casete. 1990 WEA 903172421-4 |                                    |                                    |          |  |
| N.º                          | Título                             | Escritor(es)                       | Duración |  |
| 1.                           | «Suicide Blonde» (Milk Mix)        | Andrew Farriss y Michael Hutchence | 5:41     |  |
| 2.                           | «Suicide Blonde» (7" Single Mix)   | Andrew Farriss y Michael Hutchence | 3:55     |  |
| 3.                           | «Suicide Blonde» (Devastation Mix) | Andrew Farriss y Michael Hutchence | 6:19     |  |
| 4.                           | «Everybody Wants U Tonight»        | Andrew Farriss y Michael Hutchence | 5:08     |  |

Casete. 1990 Atlantic Records 4-86139 . La versión canadiense incluye la versión Milk Mix en lugar de 7" Mix.
| Lado A |                                  |                                    |          |  |
| N.º    | Título                           | Escritor(es)                       | Duración |  |
| 1.     | «Suicide Blonde» (7" Single Mix) | Andrew Farriss y Michael Hutchence | 3:55     |  |
| 2.     | «Suicide Blonde» (Earth Mix)     | Andrew Farriss y Michael Hutchence | 5:39     |  |

| Lado B |                                    |                                    |          |  |
| N.º    | Título                             | Escritor(es)                       | Duración |  |
| 1.     | «Suicide Blonde» (Devastation Mix) | Andrew Farriss y Michael Hutchence | 6:19     |  |
| 2.     | «Everybody Wants U Tonight»        | Andrew Farriss y Michael Hutchence | 5:08     |  |

En CD
| Mini CD 1990 WEA WMD5-4040 |                             |                                    |          |  |
| N.º                        | Título                      | Escritor(es)                       | Duración |  |
| 1.                         | «Suicide Blonde»            | Andrew Farriss y Michael Hutchence | 3:55     |  |
| 2.                         | «Everybody Wants U Tonight» | Andrew Farriss y Michael Hutchence | 5:08     |  |

| CD 1990 Mercury Records 870 145-2 |                                   |                                    |          |  |
| N.º                               | Título                            | Escritor(es)                       | Duración |  |
| 1.                                | «Suicide Blonde» (7" Version)     | Andrew Farriss y Michael Hutchence | 3:55     |  |
| 2.                                | «Suicide Blonde» (Demolition Mix) | Andrew Farriss y Michael Hutchence | 6:53     |  |
| 3.                                | «Everybody Wants U Tonight»       | Andrew Farriss y Michael Hutchence | 5:08     |  |
| 4.                                | «Suicide Blonde» (Milk Mix)       | Andrew Farriss y Michael Hutchence | 5:41     |  |

| CD 1990 WEA 9031-72420-2 |                                   |                                    |          |  |
| N.º                      | Título                            | Escritor(es)                       | Duración |  |
| 1.                       | «Suicide Blonde» (7" Single Mix)  | Andrew Farriss y Michael Hutchence | 3:55     |  |
| 2.                       | «Suicide Blonde» (Demolition Mix) | Andrew Farriss y Michael Hutchence | 6:53     |  |
| 3.                       | «Suicide Blonde» (Nix Mix)        | Andrew Farriss y Michael Hutchence | 4:07     |  |
| 4.                       | «Suicide Blonde» (Earth Mix)      | Andrew Farriss y Michael Hutchence | 5:39     |  |
| 5.                       | «Everybody Wants U Tonight»       | Andrew Farriss y Michael Hutchence | 5:08     |  |

| CD 1990 Atlantic Records 7 86139-2 |                                    |                                    |          |  |
| N.º                                | Título                             | Escritor(es)                       | Duración |  |
| 1.                                 | «Suicide Blonde» (7" Single Mix)   | Andrew Farriss y Michael Hutchence | 3:55     |  |
| 2.                                 | «Suicide Blonde» (Earth Mix)       | Andrew Farriss y Michael Hutchence | 5:39     |  |
| 3.                                 | «Suicide Blonde» (Devastation Mix) | Andrew Farriss y Michael Hutchence | 6:19     |  |
| 4.                                 | «Suicide Blonde» (Milk Mix)        | Andrew Farriss y Michael Hutchence | 5:40     |  |
| 5.                                 | «Suicide Blonde» (Demolition Mix)  | Andrew Farriss y Michael Hutchence | 6:53     |  |
| 6.                                 | «Everybody Wants U Tonight»        | Andrew Farriss y Michael Hutchence | 5:08     |  |

| CD 1990 WEA WMC5-218 |                                    |                                    |          |  |
| N.º                  | Título                             | Escritor(es)                       | Duración |  |
| 1.                   | «Suicide Blonde» (Milk Mix)        | Andrew Farriss y Michael Hutchence | 5:40     |  |
| 2.                   | «Suicide Blonde» (Devastation Mix) | Andrew Farriss y Michael Hutchence | 6:19     |  |
| 3.                   | «Suicide Blonde» (Demolition Mix)  | Andrew Farriss y Michael Hutchence | 6:53     |  |
| 4.                   | «Suicide Blonde» (Nix Mix)         | Andrew Farriss y Michael Hutchence | 4:07     |  |
| 5.                   | «Suicide Blonde» (Earth Mix)       | Andrew Farriss y Michael Hutchence | 5:39     |  |
| 6.                   | «Suicide Blonde» (7" Single Mix)   | Andrew Farriss y Michael Hutchence | 3:55     |  |
| 7.                   | «Everybody Wants U Tonight»        | Andrew Farriss y Michael Hutchence | 5:08     |  |